# Claude Deppa
Claude Deppa (Kaapstad, 10 mei 1958) is een Zuid-Afrikaanse jazz-trompettist en bugelist.
Deppa, sinds midden jaren zeventig woonachtig in Engeland, heeft onder andere gespeeld in groepen van Harry Beckett, Andy Sheppard en Brian Abrahams. Hij is waarschijnlijk het meest bekend door zijn werk in de band van Chris McGregor (Brotherhood of Breath) en Carla Bley. Hij begeleidde onder meer Miriam Makeba, Manu Dibango en Tony Ellen. Hij speelt in verschillende bands die muziek maken in allerlei stijlen (van swing tot jùjú) en is ook actief met allerlei eigen projecten en groepen, zoals de African Jazz Explosion.
Deppa speelde mee op platen van onder andere Bley, Sheppard, Psychic TV, Louis Moholo, Joe Gallivan, Stephan Eicher en Abdul Raheen. In 2003 bracht hij zijn eerste album uit.

## Discografie
- Toi Toi, Jika, 2003